# Atletiek op de Paralympische Zomerspelen 2024 - 400 m vrouwen T11
De 400 meter voor vrouwen klasse T11 op de Paralympische Zomerspelen 2024 vond plaats op 2 september (series & halve finales) en 3 september (finale) in het Stade de France. Deze klasse is voor blinde atletes die volledig blind zijn of licht waarnemen, maar niet in staat zijn om de vorm van een hand op enige afstand te zien. T11 atletes lopen meestal met een gids. De winnares van 2020 was Liu Cuiqing uit China die in 2024 door Lahja Ishitile uit Namibië werd opgevolgd. de Braziliaanse Thalita Simplício behaalde het zilver en He Shanshan uit China won de bronzen medaille.

## Records
Voorafgaand aan het toernooi waren dit de wereldrecords en Paralympische records.
| Wereldrecord        | China Liu Cuiqing | 56.00 | Peking | 13 mei 2018      |
| Paralympisch record | China Liu Cuiqing | 56.25 | Tokio  | 28 augustus 2021 |

## Series
De winaars van de series kwalificeerden zich direct voor de halve finales. Van de overgebleven atletes kwalificeerden bovendien de snelste zich voor de halve finale.

#### Serie 1
| Rang | Baan | Naam                                  | Naam | Tijd    | Bijz. |
| ---- | ---- | ------------------------------------- | ---- | ------- | ----- |
| 1    | 1    | Liu Cuiqing Chen Shengming (gids)     | CHN  | 59.09   | Q     |
| 2    | 3    | Juliana Moko Abraao Sapalo (gids)     | ANG  | 1:03.78 | q, SB |
| 3    | 7    | Camila Müller Vinicius Martins (gids) | BRA  | 1:05.47 | PB    |
| —    | 5    | Angie Pabón Luis Arizala (gids)       | COL  | DNS     |       |

### Serie 2
| Rang | Baan | Naam                                           | Naam | Tijd  | Bijz.  |
| ---- | ---- | ---------------------------------------------- | ---- | ----- | ------ |
| 1    | 5    | Lahja Ishitile Sem Shimanda (gids)             | NAM  | 57.73 | Q      |
| 2    | 3    | He Shanshan You Junjie (gids)                  | CHN  | 58.86 | q, PB  |
| —    | 7    | Asila Mirzayorova Abduvokhid Mirzayorov (gids) | UZB  | DSQ   | R7.9.5 |

### Serie 3
| Rang | Baan | Naam                                            | Naam | Tijd    | Bijz. |
| ---- | ---- | ----------------------------------------------- | ---- | ------- | ----- |
| 1    | 3    | Thalita Simplício Felipe Veloso (gids)          | BRA  | 58.96   | Q     |
| 2    | 7    | Suneeporn Tanomwong Chaiwat Thongjamroon (gids) | THA  | 1:02.95 | q     |
| 3    | 5    | Joanna Mazur Michał Stawicki (gids)             | POL  | 1:04.01 | q     |

### Serie 4
| Rang | Baan | Naam                                   | Naam | Tijd    | Bijz.   |
| ---- | ---- | -------------------------------------- | ---- | ------- | ------- |
| 1    | 5    | Ionis Salcedo Niver Rangel (gids)      | COL  | 1:00.03 | Q       |
| 2    | 3    | Irene Suárez Victor Méndez (gids)      | VEN  | 1:08.25 |         |
| —    | 7    | Jhulia Dos Santos Patrick Souza (gids) | BRA  | DSQ     | R7.10.4 |

## Halve finales
De winaars van de series kwalificeerden zich direct voor de finale. Van de overgebleven atletes kwalificeerde bovendien de snelste zich voor de finale.

### Halve finale 1
| Rang | Baan | Naam                                | Naam | Tijd    | Bijz. |
| ---- | ---- | ----------------------------------- | ---- | ------- | ----- |
| 1    | 3    | Lahja Ishitile Sem Shimanda (gids)  | NAM  | 57.74   | Q     |
| 2    | 7    | He Shanshan You Junjie (gids)       | CHN  | 58.82   | q, PB |
| 3    | 5    | Ionis Salcedo Niver Rangel (gids)   | COL  | 59.72   | q     |
| 4    | 1    | Joanna Mazur Michał Stawicki (gids) | POL  | 1:03.93 |       |

### Halve finale 2
| Rang | Baan | Naam                                            | Naam | Tijd    | Bijz. |
| ---- | ---- | ----------------------------------------------- | ---- | ------- | ----- |
| 1    | 5    | Thalita Simplício Felipe Veloso (gids)          | BRA  | 58.56   | Q     |
| 2    | 3    | Liu Cuiqing Chen Shengming (gids)               | CHN  | 1:00.13 |       |
| 3    | 1    | Juliana Moko Abraao Sapalo (gids)               | ANG  | 1:01.69 | PB    |
| 4    | 7    | Suneeporn Tanomwong Chaiwat Thongjamroon (gids) | THA  | 1:03.19 |       |

## Finale
| Rang   | Baan | Naam                                   | Naam | Tijd    | Bijz. |
| ------ | ---- | -------------------------------------- | ---- | ------- | ----- |
| Goud   | 3    | Lahja Ishitile Sem Shimanda (gids)     | NAM  | 56.20   | PB    |
| Zilver | 5    | Thalita Simplício Felipe Veloso (gids) | BRA  | 57.21   | SB    |
| Brons  | 7    | He Shanshan You Junjie (gids)          | CHN  | 58.25   | PB    |
| 4      | 1    | Ionis Salcedo Niver Rangel (gids)      | COL  | 1:00.15 |       |